# Portobelillo
Portobelillo è un comune (corregimiento) della Repubblica di Panama situato nel distretto di Parita, provincia di Herrera. Si estende su una superficie di 27 km² e conta una popolazione di 892 abitanti (censimento 2010).